# Hanson Matombé
Hanson Matombé, né le 26 avril 2001, est un coureur cycliste mauricien.

## Biographie
Hanson Matombé pratique assidument le cyclisme depuis 2013. Il a été formé dans un club de Curepipe. Régulièrement sélectionné en équipe nationale, il est devenu champion de Maurice sur route chez les espoirs en 2022. Il a également remporté le contre-la-montre par équipes aux Jeux des îles de l'Océan Indien en 2023, avec ses coéquipiers de la délégation nationale mauricienne. 
En mars 2024, il décroche la médaille de bronze dans le contre-la-montre par équipes aux Jeux africains, avec Christopher Lagane, Alexandre Mayer et Aurélien de Comarmond. 

## Palmarès et résultats

### Par année
- 2022
  -  Champion de Maurice sur route espoirs
  - 2e du championnat de Maurice du contre-la-montre espoirs
- 2023
  -  Médaillé d'or du contre-la-montre par équipes aux Jeux des îles de l'Océan Indien
  - 2e du championnat de Maurice du contre-la-montre espoirs
- 2024
  - Championnat des Îles de l'Océan Indien du contre-la-montre par équipes
  -  Médaillé de bronze du contre-la-montre par équipes aux Jeux africains
- 2025
  - 3e du championnat de Maurice sur route

### Classements mondiaux
| Année           | 2021 | 2022 | 2023 | 2024 |
| --------------- | ---- | ---- | ---- | ---- |
| UCI Africa Tour | 107e | 33e  | 77e  | 60e  |